# Loss prevention
Loss prevention (pol. zapobieganie stratom) – metodyka polegająca na podejmowaniu efektywnych działań procesowych, które zmierzają do eliminowania przyczyn zjawisk niepożądanych, prowadzących do powstawania strat oraz zwalczania ich skutków w pieniądzach, wydajności lub procesach. Najczęściej tego rodzaju straty w przedsiębiorstwie wynikają z nadużyć, nieprawidłowości procesów lub braku procedur. Świadomość celu działań loss prevention, zrozumienie potrzeby zmian otaczającej firmę rzeczywistości, przy wykorzystaniu wszystkich dostępnych zasad i narzędzi jest najlepszą metodą poprawy rentowności, zwiększenia zysków i przeciwdziałania ryzykom w przedsiębiorstwach.
Metodykę loss prevention można zastosować w każdym obszarze przedsiębiorstwa: transporcie, zakupach, produkcji, ubezpieczeniach, sprzedaży oraz zabezpieczeniach.

## Historia

### Przemysł
W ciągu ostatnich czterech dekad rozwinęło się w branży przemysłowej charakterystyczne podejście do zagrożeń i awarii, które powodują utratę życia i mienia. Takie podejście jest powszechnie nazywane loss prevention. Obejmuje to położenie większego nacisku na środki technologiczne w celu kontrolowania zagrożeń i próby poprawienia sytuacji od razu. Właściwe zrozumienie loss prevention wymaga pewnego uznania dla jego historycznego rozwoju w kontekście zwiększonej świadomości publicznej dotyczącej bezpieczeństwa i problemów środowiskowych, jego związku z tradycyjnym bezpieczeństwem, a także z wieloma innymi wydarzeniami.
W latach 60. XX wieku rozpoczęły się wydarzenia, które przyniosły wielkie zmiany w przemyśle chemicznym, naftowym i petrochemicznym. W zmiany te zaangażowano wiele czynników. Warunki pracy procesu, takie jak ciśnienie i temperatura stały się bardziej surowe. Zgromadzona w procesie energia zwiększyła się i stanowiła większe zagrożenie. Problemy w obszarach takich jak materiały konstrukcyjne i kontrola procesu stały się bardziej podatne. Zakłady przemysłowe rosły coraz szybciej. W rezultacie zawierały ogromne elementy wyposażenia, takie jak sprężarki i kolumny destylacyjne. Składowanie zarówno surowców, jak i produktów oraz półproduktów zostało drastycznie ograniczone. Istniał wysoki stopień powiązania z innymi fabrykami poprzez wymianę produktów ubocznych. Działanie takich zakładów jest stosunkowo trudne. Podczas gdy wcześniej zakłady chemiczne były małe i mogły być uruchamiane i zamykane z porównywalną łatwością, uruchomienie i wyłączenie dużej, jednoprzewodowej instalacji w zintegrowanym miejscu jest o wiele bardziej złożoną i kosztowną kwestią. Czynniki te spowodowały wzrost strat ekonomicznych oraz kadrowych.
Straty mogą wystąpić w wyniku wielu negatywnych zdarzeń. Najbardziej oczywistym jest poważny incydent, jak, np. pożar, wybuch lub toksyczny wyciek. Istotna jest również strata wynikająca z takich sytuacji jak opóźnienia w uruchomieniu i przestoje w produkcji. Przemysł chemiczny i naftowy zawsze przywiązywał dużą wagę do bezpieczeństwa, dzięki czemu ma stosunkowo dobre wyniki w tym zakresie. Są to branże wysokiej technologii i zawsze istniał silny element technologiczny w ich podejściu do bezpieczeństwa. Rosnąca skala i technologia nowoczesnych zakładów spowodowały, że przemysł chemiczny ponownie przeanalizował swoje podejście do problemu bezpieczeństwa i strat. Jeżeli rozważa się historyczny rozwój tego problemu w Wielkiej Brytanii, istnieje kilka obszarów problemowych, które z perspektywy czasu mogą dać szczególny impuls rozwojowi loss prevention. Jednym z nich jest problem obsługi procesu w ekstremalnych warunkach i w pobliżu granic bezpieczeństwa. Zwykle jest to możliwe tylko poprzez zapewnienie stosunkowo wyrafinowanego oprzyrządowania. Około połowy lat 60. opracowano kilka takich systemów. Jednym z najbardziej wyrafinowanych, wpływowych i dobrze udokumentowanych był system ochronny o wysokiej integralności opracowany przez R.M. Stewart (1971) dla procesu tlenku etylenu. Mniej więcej w tym samym czasie napotkano wiele trudności związanych z uruchomieniem i eksploatacją dużych, jednoprzepływowych elektrowni, takich jak elektrownie etylenu i amoniaku, z bardzo poważnymi stratami finansowymi. Również po stronie projektu pojawił się poważny problem z uzyskaniem korzystnych efektów w wydatkach mających na celu poprawę bezpieczeństwa i zmniejszenie strat. Coraz bardziej widoczne było, że potrzebne jest bardziej opłacalne podejście. Zmieniał się także kontekst społeczny, a inne tematy, w szczególności zanieczyszczenie, w tym ścieki i usuwanie odpadów oraz hałas, stawały się coraz bardziej przedmiotem troski społeczeństwa i rządu. W związku z tym przemysł był zobowiązany do zbadania skutków swojej działalności dla społeczeństwa poza ogrodzeniem fabryki, a w szczególności do dokładniejszej analizy potencjalnych zagrożeń oraz zmniejszenia emisji i hałasu. Inną sprawą niepokojącą była rosnąca ilość chemikaliów przewożonych po kraju drogami, kolejami i rurociągami. Branża musiała podjąć działania, aby wykazać, że te operacje zostały przeprowadzone z należytym uwzględnieniem bezpieczeństwa.
Do lat 70. XX wieku problemy te stały się głównym przedmiotem rozważań kierownictwa wyższego szczebla. Rozpoznanie problemów przez kierownictwo oraz chęć przypisania do ich rozwiązania odpowiednich osób oraz innych zasobów ma zasadnicze znaczenie dla rozwoju loss prevention. Istnienie wiedzy specjalistycznej w pokrewnych dziedzinach ma wielką wartość. W Wielkiej Brytanii brytyjski Urząd Energii Atomowej (UKAEA), początkowo za pośrednictwem oddziału BHP, a następnie poprzez Dyrekcję ds. Bezpieczeństwa i Niezawodności (SRD), był w stanie doradzić w zakresie oceny niezawodności. Przemysł przyjął techniki UKAEA w zakresie oceny poważnych zagrożeń i urządzeń ochronnych oraz danych na temat wskaźników awaryjności. Wiele firm w branży ma teraz własnych inżynierów niezawodności. Wpływ wydarzeń był różny w różnych krajach. W branży przemysłowej loss prevention stało się tematem spotkań technicznych, które wskazywały na coraz bardziej wyrafinowane podejście technologiczne.